# Hataraku Mao-sama!
Hataraku Mao-Sama! (はたらく魔王さま!, Hataraku Maō-sama, O Diabo é um Freelancer!, também conhecido como The Devil is a Part-Timer!) é uma série de light novel escrita por Satoshi Wagahara, com ilustrações de Oniku. É publicado pela ASCII Media Works desde Fevereiro de 2011 e já conta com 27 volumes encadernados. Também ganhou duas adaptações para mangá e uma para anime produzida pelo estúdio White Fox.

## Enredo
O Rei Demônio Satan estava a apenas um passo para a conquista do mundo mágico Ente Isla, mas acabou sendo derrotado pela heroína Emilia Justina e forçado a ir para outro mundo: A Terra dos tempos atuais. Pela falta de magia nesse mundo, Satã e seu fiel escudeiro Alsiel assumem formas humanas. Agora, sobre o nome Sadao Maou, o Rei Demônio precisa virar um freelancer em uma rede de fast food para conseguir sobreviver e pagar suas despesas. A partir daí, Sadao e Alsiel (agora sob o nome Shiro Ashiya) começa a viver como humano enquanto planeja retornar a Ente Isla, e assim dominar este e a Terra. O que ele não contava era que Emilia também viesse para a Terra, com o objetivo de matá-lo.

## Personagens
- Sadao Maou (真奥貞夫 Maō Sadaō ? ) / Satan Jacob (サタン・ジャコブ Satan Jacobu )

Seiyū: Ryota Ōsaka (anime), Shinobu Matsumoto (drama CD)
O protagonista da história, Satã (ou Sadao) é o Rei Demônio de Ente Isla. Seu desejo é conquistar esse mundo, e por isso declarou guerra a humanidade. Logo, os humanos eram derrotados por seu exército, o que já garantia a vitória ao demônio. Porém, a heroína Emilia o derrota, e este, sem alternativa, abriu um portal onde ele e Alsiel entraram. Antes de ir, Satã declarou que iria retornar e tomar Ente Isla. Ao chegar a Terra, por causa da falta de magia, Satã e seu fiel escudeiro Alsiel acabaram se transformando em humanos. Por conta disso, ambos tem de se alimentar de comida humana para sobreviver e não podem usar seus poderes. Satã assume a identidade Sadao Maou e passa a trabalhar no fast-food Mg Ronald's (uma clara paródia ao Mc Donald's). Sadao na maioria das vezes, age mais como humano do que como demônio, e acabou se tornando um garoto animado, que parece não ligar muito para as coisas e é super focado para ganhar uma promoção em seu trabalho. Com o passar do tempo, sua vontade de voltar a Ente Isla e reconquistar seu reinado tem diminuído, ao ponto de ele afirmar que não quer mais retornar, após o ataque de Orba.
- Emi Yusa (遊佐恵美 Yūsa Emi ? ) / (Emilia Justina (エミリア・ユスティーナ Emiria Yusutīna ?)

Seiyū: Yōko Hikasa (anime), Yū Asakawa (drama CD)
A heroína que derrotou Satã, Emi veio para a Terra para matar Sadao. Assim como o mesmo, ela perde seus poderes, não podendo usar sua Espada Sagrada. Desde então, passa a trabalhar como atendente de tele-marketing para pagar as contas. Emi possuí uma personalidade meio tsundere e fica um pouco decepcionada ao ver que o Rei Demônio se transformou em um humano comum que só quer saber de trabalhar.
- Shiro Ashiya (芦屋四郎 Ashiya Shirō ?) / Alsiel (アルシエル Arushieru ? )

Seiyū: Yuki Ono (anime), Takehito Koyasu (drama CD)
O fiel escudeiro e seguidor de Satanás, Alsiel também foi para o mundo humano. Ele passou a ser o cozinheiro de Sadao, pois enquanto este trabalha, Alsiel (ou Shiro) cozinha e faz pesquisas sobre magia para ele e seu mestre retornarem a Ente Isla. Assim como Sadao, Shiro também mudou ao chegar a Terra: Antes Ashiya sempre o tratava como Rei, hoje ele está mais para companheiro e chega a dar bronca em Sadao.
- Chiho Sasaki (佐々木千穂 Sasaki Chiho ? )

Seiyū: Nao Toyama
Colega de trabalho de Sadao no Mg Ronald's, Chiho é uma garota adolescente animada e de corpo super-desenvolvido. Ela admira Sadao por este ser habilidoso e conseguir conquistar os clientes (isso se explica por justamente Sadao ser um demônio).Chiho é apaixonada por Sadao, e parece ficar em pãnico com a ideia de Sadao ter uma namorada. Além disso, ela não parece se importar com o fato de Sadao ser o Rei dos demônios, pois mesmo depois de ela trocar mensagens com Emi, assim descobrindo o que ele tem feito (guerras contra humanos em Ente Isla, por exemplo), ela ainda ama Sadao.
- Hanzo Urushihara (漆原半蔵; Urushibara Hanzō ) / Lucifer (ルシフェル; Rushiferu)

Seiyū: Hiro Shimono
Lucifer é um anjo caído e um dos generais do rei demônio . Ele havia atacado Sadao e Emi, porém quando Sadao recuperou seus poderes temporariamente, Lúcifer foi derrotado. Após a derrota, foi viver na casa de Sadao e Ashiya, usando o nome Hanzo Urushihara.
- Suzuno Kamazuki (かまずき珠洲野; Kamazuki Suzuno ) / Crestia Bell (クレスティアベル; Kuresutia Beru)

Seiyū: Kanae Itō
Vizinha mais próxima do Sadao. Ela está sempre vestindo um quimono. Suzuno é a grande inquisitora da igreja que veio para matar Sadao junto como Emi. Ao contrário de Emi, ela aparentemente tem problemas de adaptação à vida moderna do Japão e é facilmente encontrado a ter problemas, especialmente com a tecnologia japonesa.

## Mídia

### Light Novel
Escrita por Satoshi Wagahara, com ilustrações do artista Oniku, Hataraku Mao-sama! começou a ser publicada em fevereiro de 2011, intitulado originalmente Maōjō wa Rokujo Hitoma! (魔王城は六畳一間! ? ), pela ASCII Media Works. Até agosto de 2020, vinte e um volumes foram encadernados.

### Mangá
A adaptação para mangá, feita por Akio Hiragi, começou a ser publicado na edição de fevereiro de 2012 da revista Dengeki Daioh. O primeiro tankōbon foi publicado em 27 de junho de 2012, e vinte e um volumes foram lançados em 15 de dezembro de 2012.
Um spin-off da série de mangá, feito por Kurone Mishima, intitulado Hataraku Mao-sama! High School! (はたらく 魔王さま!ハイ Hataraku Mao-sama! Hai Sukūru! ? ), começou a ser publicado em 2012 na edição de julho da revista Dengeki Maoh. Em 26 de janeiro de 2013, um volume tankōbon foi lançado.

### Anime
Uma adaptação para anime de Hataraku Mao-sama! foi exibida de 4 de abril a 28 de junho de 2013, pela Tokyo MX e outras emissoras. Produzida pelo estúdio White Fox e dirigido por Naoto Hosoda, o anime tem Masahiro Yokotani como o supervisor do roteiro e Ikariya Atsushi como character design, e Ryousuke Nakanichi na trilha sonora.